# اندیس یوشکا
 اندیس یوشکا (انگلیسی: Andis Juška؛ زادهٔ ۲۲ مهٔ ۱۹۸۵) یک تنیس‌باز اهل لتونی است.